# Heróis de Aluguel
Os Heróis de Aluguel (Heroes For Hire em inglês) é uma equipe da Marvel Comics, o grupo apareceu pela primeira vez em Power Man and Iron Fist #54 (1978) e foi criado por Ed Hannigan e Lee Elias.

## Em outras mídias

### Televisão
- Heróis de Aluguel aparece no episódio  "A Brat Walks Among Us" de  Esquadrão de Heróis. O grupo consiste de Punho de Ferro, Luke Cage, e Misty Knight. Eles são contratados por Brynnie Braton para encontrar seu pai e acabam ajudando o Esquadrão de Heróis a combater os Doombots.
- Heróis de Aluguel aparecem novamente no episódio  "To Steal an Ant-Man" de The Avengers: Earth's Mightiest Heroes. Hank Pym contrata Luke Cage e Punho de Ferro para recuperar seu equipamento de Homem-Formiga. Os Heróis de Aluguel rastreiam o ladrão, que acaba por ser Scott Lang, que está usando o equipamento para roubar bancos para que ele possa pagar a seu ex-associado Fogo Cruzado (que sequestrou sua filha Cassie). Os Heróis de Aluguel e Pym ajudam Lang no resgate de Cassie das mãos de Fogo Cruzado.
- Apesar de não ser exatamente os Heróis de Aluguel (em vez referido como os Novos Guerreiros)  em Ultimate Spider-Man. A equipe liderada por Nick Fury e com sede na S.H.I.E.L.D. se assemelha com os Heróis de Aluguel  tendo o Homem-Aranha (como líder), ele também tem Luke Cage e Punho de Ferro como membros, bem como Nova e Tigresa.
- Na série crossover Os Defensores da Marvel/Netflix inspirado no grupo de mesmo nome, a parceria entre os heróis é aludida.